# Santa Rita do Araguaia
Santa Rita do Araguaia is een gemeente in de Braziliaanse deelstaat Goiás gelegen aan de bovenloop van de Araguaia. De gemeente telt 6.277 inwoners (schatting 2009).